# Cementerio militar de Minsk
El Cementerio militar de Minsk  (en bielorruso: Вайсковыя могілкі) es, después del Cementerio del Calvario, el cementerio más antiguo de Minsk, la capital del Bielorrusia.
El Cementerio se inauguró en 1840 en la calle Hospital Militar y se cerró en 1895. Un nuevo cementerio militar se abrió luego. El espacio divide su territorio en cuatro partes: dos partes para la infantería, una sección de artillería y otra para los soldados individuales. El cementerio fue inaugurado oficialmente el 2 de junio de 1895 por el capellán de la 30 ª División de Infantería, el P. Pavel Bogdanovich. Una capilla ortodoxa dedicada a las víctimas de las guerras ruso- turca fue construida entre 1896 y 1898. Tiene como su patrono a San Alejandro Nevsky. No estuvo cerrado durante la era soviética, por lo que conserva su mobiliario litúrgico y decoración original.